# Bund der Geächteten
Der Bund der Geächteten war eine 1834 entstandene frühsozialistisch orientierte Organisation deutscher Emigranten in Paris.

## Geschichte
Der Vorläufer der Organisation war der 1832 von deutschen Emigranten und Handwerkern gegründete Deutsche Volksverein in Paris, der aufgrund einer Gesetzesänderung 1834 verboten wurde und ursprünglich als Filiale des Deutschen Preß- und Vaterlandsvereins gegründet worden war. Geführt wurde der Deutsche Volksverein vom Kaufmann Hermann Wolfrum (* 1812) und dem Journalisten Joseph Heinrich Garnier (* 1800).
Nach dem Verbot des Vereins gründeten dessen ehemalige Mitglieder den Bund der Geächteten als Geheimgesellschaft. Eine wichtige Rolle spielten dabei Jacob Venedey und Theodor Schuster.
Inhaltlich lehnte sich der Bund an vergleichbare französische Organisationen wie die Société des Saisons von Louis-Auguste Blanqui an. Der Bund gab eine eigene Zeitschrift mit dem Titel Der Geächtete heraus.
Es entwickelte sich eine konspirative Praxis mit einer autoritären Führungsspitze, die sich gewollt in ein mystisches Dunkel hüllte. Schätzungen zufolge hatte der Bund um die 500 Mitglieder. Der emigrierte Vormärzpolitiker Georg Fein nahm wohl an Sitzungen des Bundes teil und publizierte in der Zeitschrift Der Geächtete.
Ziel des Bundes war nach den Statuten die „Befreiung und Wiedergeburt Deutschlands und Verwirklichung der in der Erklärung der Menschenrechte und Bürgerrechte ausgesprochenen Grundsätze.“ Dies wurde den einfachen Mitgliedern verkündet. In den Statuten des Berges, die den höheren Graden bekannt gemacht wurden, hieß es: „Befreiung Deutschlands vom Joch schimpflicher Knechtschaft und Begründung eines Zustandes, der, soviel als menschliche Voraussicht vermag, den Rückfall in Knechtschaft verhindert. Die Erreichung dieses Hauptzweckes ist nur möglich bei Begründung und Erhaltung der sozialen und politischen Gleichheit, Freiheit, Bürgertugend und Volkseinheit, zunächst in den der deutschen Sprache und Sitte angehörenden Landesgebieten, sodann aber auch bei allen übrigen Völkern des Erdbodens“.
Bereits 1836 spaltete sich die Organisation. Ein radikaler Flügel bildete den Bund der Gerechten, aus dem später wiederum der Bund der Kommunisten hervorging. Zu diesem gehörten Karl Schapper, Wilhelm Weitling, Heinrich Bauer und Joseph Moll. Mit ihnen verließen etwa vierhundert Anhänger den Bund der Geächteten. Dieser verlor daraufhin an Bedeutung.

## Dokumente
- Statuten des Bundes der Geächteten („Berg“- oder „Lager“-Statuten) etwa 1834/1835[4]
- Statuten des Bundes der Geächteten („Allgemeine“- Statuten) etwa 1834/35[5]
- Glaubensbekenntniß eines Geächteten. [Paris 1834]
- Statuten des Bundes der Geächteten („Berg“- oder „Lager“-Statuten). [Paris 1834][4]
- (Theodor Schuster): Gedanken eines Republikaners. In: Der Geächtete. Paris 2 Jg. 1835
- Der Geächtete. Zeitschrift in Verbindung mit mehreren deutschen Volksfreunden. Zweiter Band. unverändert. Neudr. der Ausg. Paris 1835, Detlev Auvermann, Glashütten/Taunus 1972 Digitalisat ab Seite 58